# Scarlet Diva
Scarlet Diva es una película italiana de 2000 dirigida y protagonizada por Asia Argento.

## Sinopsis
Scarlet Diva es una película semiautobiográfica sobre la vida de la actriz y directora italiana Asia Argento. Una vena autodestructiva en Anna Battista (Argento) la arrastra a las drogas, el sexo y a otras clase de excesos. Para combatir este descenso, intenta satisfacer su lado creativo convirtiéndose en directora de cine. Los intentos de Battista por hacer realidad su talento se ven frustrados por sus deseos y por las respuestas indiferentes de quienes la rodean.
Como parte de sus planes para convertirse en directora y llevar su historia a la pantalla, Battista viaja a Los Ángeles, pero sólo conoce a un turbio productor de cine (Joe Coleman). Se enamora de una estrella australiana de rock and roll (Jean Sheperd) y luego descubre que está embarazada de él. Sin embargo, su vida sigue siendo un caos, ya que recurre a las drogas para sentirse mejor.

## Reparto
- Asia Argento es Anna Battista
- Gloria Pirrocco es Anna (joven)
- Jean Sheperd es Kirk Vaines
- Herbert Fritsch es Aaron Ulrich
- Francesca D'Aloja es Margherita
- Vera Gemma es Veronica Lanza

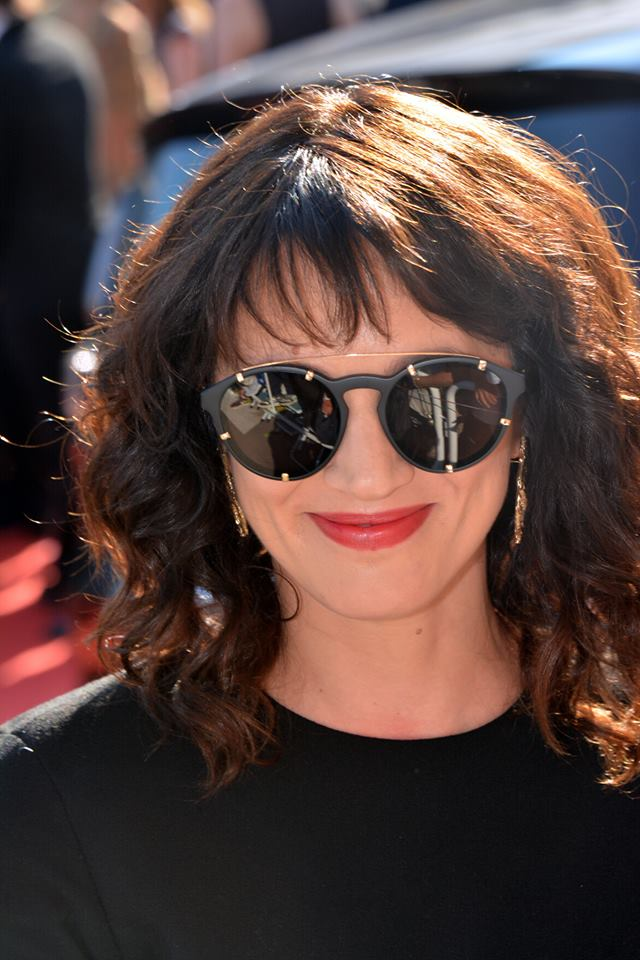
Asia Argento dirigió y protagonizó el filme.

- Daria Nicolodi es la madre de Anna
- Selen es Quelou
- Leo Gullotta es el Dr. Vessi
- Joe Coleman es el Sr. Paar
- Justinian Kfoury es J-Bird
- Schoolly D es Hash-Man
- Leonardo Servadio es Alioscia
- Paolo Bonacelli es el reportero